# Liste des boursiers Killam, par ordre alphabétique T
| Nom                       | Année | Université                     | Discipline               |
| ------------------------- | ----- | ------------------------------ | ------------------------ |
| R.J. Tarrant              | 1980  | Université de Toronto          | Littérature              |
| Charles Taylor            | 1996  | Université McGill              | Philosophie              |
| Charles Taylor            | 1982  | Université McGill              | Philosophie              |
| Demetri Terzopoulos       | 1998  | Université de Toronto          | Science informatique     |
| Paul Thagard              | 1997  | Université Waterloo            | Philosophie              |
| Mike Thewalt              | 2004  | Université Simon-Fraser        | Physique                 |
| T. T. Tidwell             | 2001  | Université de Toronto          | Chimie organique         |
| L. Tiger                  | 1968  | Université of British Columbia | Sociologie/Anthropologie |
| Nicole Tomczak-Jaegermann | 1997  | Université de l'Alberta        | Mathématiques            |
| Godfried Toussaint        | 1985  | Université McGill              | Mathématiques            |
| G.H.N. Towers             | 1975  | Université of British Columbia | Médecine                 |
| S.D. Tremaine             | 1994  | Université de Toronto          | Physique                 |
| André-Marie Tremblay      | 1992  | Université de Sherbrooke       | Physique                 |
| Bruce G. Trigger          | 1989  | Université McGill              | Sociologie/Anthropologie |
| Bruce G. Trigger          | 1971  | Université McGill              | Sociologie/Anthropologie |
| N.R.R. Tumkur             | 1986  | Université Waterloo            | Biologie                 |
| M.T. Tyree                | 1979  | Université de Toronto          | Biologie                 |